# Kreuzspitze (Venedigergruppe)
Kreuzspitze är ett berg i Österrike.   Det ligger i distriktet Lienz och förbundslandet Tyrolen, i den centrala delen av landet, 300 km väster om huvudstaden Wien. Toppen på Kreuzspitze är 3 164 meter över havet, eller 220 meter över den omgivande terrängen. Bredden vid basen är 1,3 km.
Terrängen runt Kreuzspitze är huvudsakligen mycket bergig. Runt Kreuzspitze är det ganska glesbefolkat, med 26 invånare per kvadratkilometer.. Närmaste större samhälle är Matrei in Osttirol, 14,2 km öster om Kreuzspitze. 
Trakten runt Kreuzspitze består i huvudsak av gräsmarker.